# Crotalaria herpetoclada
Crotalaria herpetoclada là một loài thực vật có hoa trong họ Đậu. Loài này được Rossberg miêu tả khoa học đầu tiên.